# Vollmond

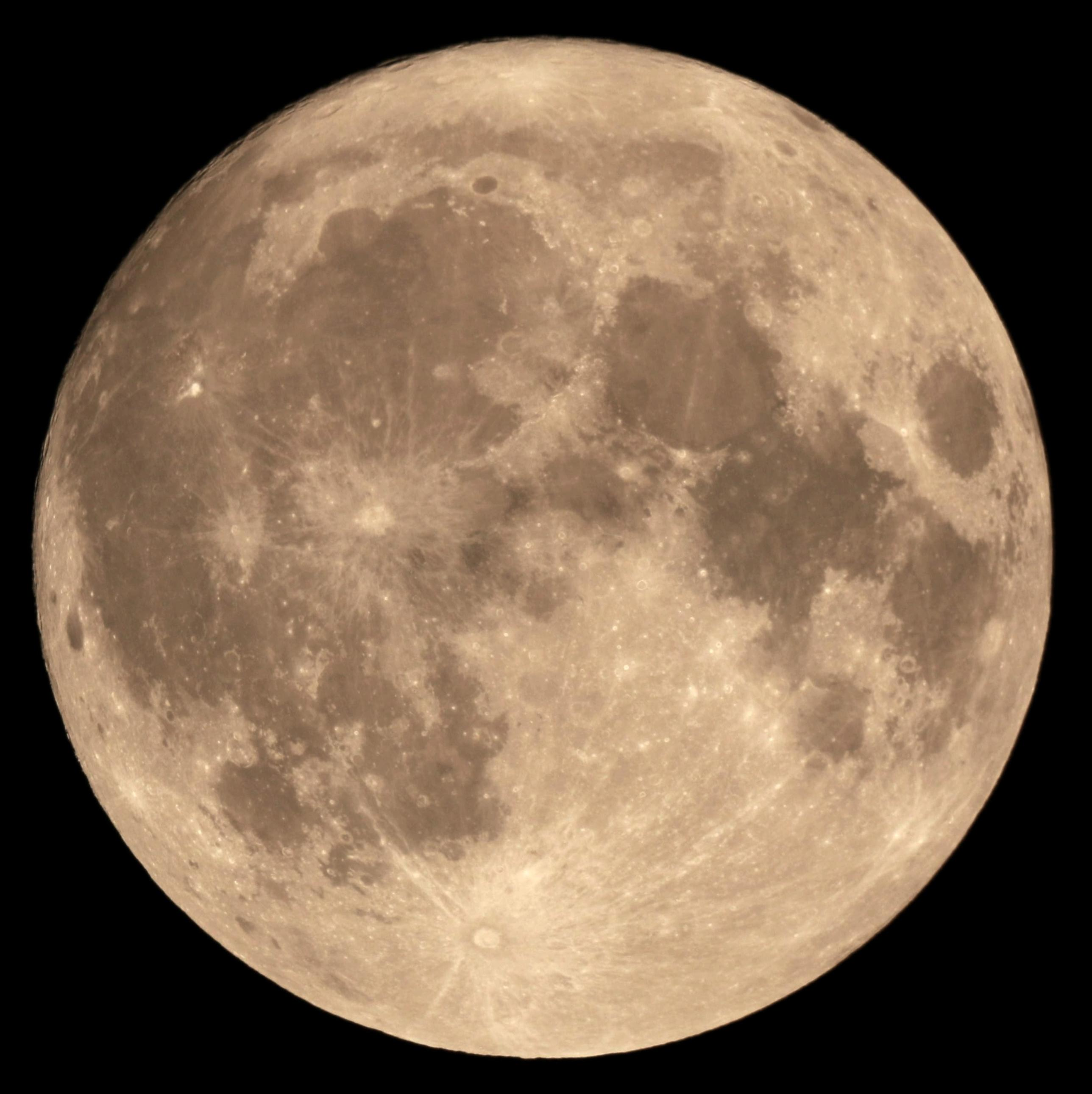
Der Vollmond (November 2016) erscheint horizontnah gelblich bis rötlich, von der Erdoberfläche aus

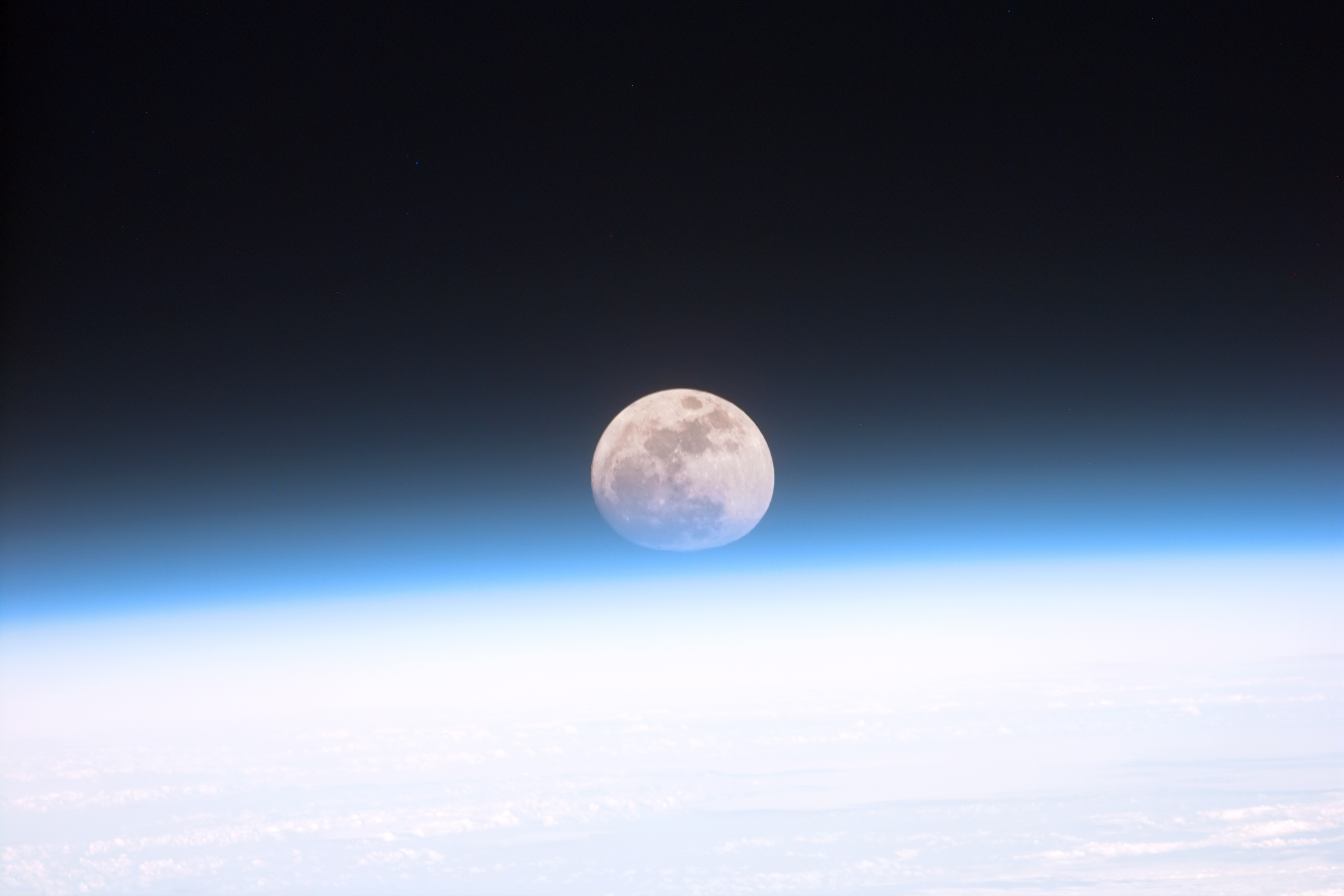
Vollmond (Dezember 1999) und lichtbrechende Erdatmosphäre, aufgenommen aus der Raumfähre Discovery (27. Flug)

Vollmond (astronomisches Symbol: ) ist der Zeitpunkt, zu dem Sonne und Mond in Opposition zueinander stehen, also von der Erde aus gesehen in entgegengesetzten Richtungen. Die der Erde zugewandte Seite des Mondes wird dann vollständig von der Sonne beleuchtet und scheint hell, sofern keine Mondfinsternis stattfindet. Quert der Mond zu Vollmond zugleich die Ebene der Erdumlaufbahn (Ekliptik), so kann seine Oberfläche durch den Erdschatten verdunkelt werden.
Demgegenüber ist Neumond, wenn der Mond zwischen Sonne und Erde in Konjunktion steht. Befindet sich der Mond dabei in der Ekliptikebene, so kann es zu einer Sonnenfinsternis kommen.

## Merkmale
Eine genauere Definition lautet: „Vollmond ist der Zeitpunkt, zu dem die ekliptikale geozentrische Länge des Mondes um 180° größer ist als die ekliptikale geozentrische Länge der Sonne.“
Dabei heißt geozentrisch: von einem hypothetischen Beobachter im Erdmittelpunkt aus gesehen. Vollmond findet daher weltweit zum selben Zeitpunkt statt (der aber in verschiedenen Zeitzonen verschiedenen Uhrzeiten entspricht). Bei Beobachtung von der Erdoberfläche aus ist der Zeitpunkt und der Anblick des Vollmondes in geringem, unmerklichem Maße vom Standort des realen Beobachters abhängig.
Bei Vollmond erreicht der Mond seine maximale Helligkeit und hat eine scheinbare Helligkeit von etwa −12,5 bis −13 mag. Im Vergleich zum Licht des Vollmondes ist das Sonnenlicht etwa 400.000-mal so hell; im Vergleich mit dem Licht eines sternklaren Nachthimmels ist der Vollmond etwa 250-mal so hell. Die Helligkeit des Vollmondes schwankt aufgrund der elliptischen Umlaufbahnen von Erde und Mond. Ist die Erde der Sonne besonders nahe (Perihel) und zugleich der Mond an seinem erdnächsten Punkt (Perigäum), so ist der Vollmond etwa 22 Prozent heller als im umgekehrten Fall, wenn beide Entfernungen maximal sind. Im März 2011 und im November 2016 stand der Vollmond mit einem scheinbaren Durchmesser von etwa 33,5 Winkelminuten in einer Distanz geringer als 356.600 km sehr nahe am Perigäum; ähnliche Konstellationen werden für November 2034 und Januar 2036 erwartet. Der Mond kulminiert am Tag des Vollmondes jeweils zu Mitternacht. Zu diesem Zeitpunkt durchläuft die Sonne den tiefsten Stand ihres Nachtbogens.

## Besondere Begriffe
Für die im Perigäum des Mondes eintretenden Vollmonde wurden von den Medien übertreibende Wortschöpfungen wie Supervollmond in Umlauf gebracht. In der englischen Sprache entstand für den Eintritt eines zweiten Vollmondes in einem Monat oder eines dritten Vollmondes innerhalb einer Jahreszeit der Begriff Blue Moon. Vollmonde im Juni werden auch als Erdbeermond bezeichnet.

Unter dem Erntemond (englisch harvest moon) wird nicht nur ein alter Name für den Monat August verstanden, sondern auch ein Effekt, der um den Herbstanfang eintritt. Die scheinbare Bahn, die der Mond vor dem Hintergrund des Sternenhimmels zieht, verläuft zu dieser Jahreszeit über dem östlichen Horizont sehr flach. Dadurch verschiebt sich in den Tagen um den Vollmond der Zeitpunkt des Mondaufgangs nur wenig. Ergebnis sind mehrere Nächte mit hellem Mondlicht in Folge. Vor der Einführung der modernen, mit Beleuchtung ausgestatteten Landmaschinen ermöglichte es dieser Effekt, bei entsprechender Witterung die Erntearbeiten bis in die Nacht fortzusetzen.
Im Neopaganismus gelten Vollmondphasen als Festtage, sogenannte Esbate. Dabei hat der Vollmond in jedem Monat einen eigenen Namen.

## Aberglaube
Dem Vollmond werden Auswirkungen auf Weihnachtsbäume zugeschrieben. Ein geernteter Baum soll länger seine Nadeln behalten können, wenn er bei Vollmond oder wenige Tage davor geerntet wurde. Es ist wissenschaftlich widerlegt, dass ein derartiger Zusammenhang besteht.

## In der Popkultur
Der britischen Pop-Rock-Musikers Peter Gabriel spielt mit der Symbolik des Vollmondes und veröffentlicht zum Beispiel an Vollmonden seine Full Moon Updates genannten Newsletter, in denen er aktuelle Neuigkeiten an seine Fans schickt. Alle zwölf Lieder des im Dezember 2023 erschienenen Studioalbums i/o erschienen mit ihrer jeweils ersten Mix-Variante an den ersten zwölf Vollmonden des Jahres 2023. Die weiteren Mixe wurden jeweils bei Neumond veröffentlicht.

## Vollmondtage berechnen
Die Tage für Vollmond lassen sich mit Hilfe von Teilen der Osterformel und Systematik von Lunisolarkalendern beginnend mit dem Frühlingsvollmond für das Jahr mit einer Abweichung von einem Tag leicht berechnen. Man teilt die Jahreszahl ganzzahlig durch 19. Den Rest multipliziert man mit 19 und addiert die Konstante 24 (gültig von 1900 bis 2199) auf. Dies Ergebnis teilt man dann ganzzahlig durch 30. Der Rest gibt die Anzahl der Tage an, die der Vollmond nach dem 21 März liegt (0 bis 29 Tage). Um die weiteren Vollmonde bis zum nächsten Frühling zu berechnen, zählt man abwechselnd 30 und 29 Tage weiter. Neumond ist jeweils 15 Tage vorher (ebenso mit Abweichung von einem Tag).